# Lex Falcidia
La Lex Falcidia est une loi romaine datant de 40 av J.C. approuvé à l'initiative de la tribune de la plèbe Publius Falcidius. Elle réglementait les parts de succession légitime dans le droit héréditaire romain et au sixième siècle, elle fut incorporée par Justinien dans les institutiones qu'il voulait.
La loi a décrété que nul ne pouvait disposer librement de plus des trois quarts de sa succession par legs, de sorte qu'au moins un quart de la succession restait à la disposition de l'héritier.
Dans le cas où le testateur contreviendrait à cette règle, l'héritier avait le droit de prendre une part de chaque légataire afin que sa part soit assurée. Cette part s'appelait Quarta Falcidia.